# 獵魂 (2017年遊戲)
《獵魂》是一部有恐怖元素的第一人稱射擊電子遊戲，由Arkane Studios開發，貝塞斯達軟件公司發行。遊戲於2017年5月5日在Microsoft Windows、PlayStation 4和Xbox One上發售。
最初人頭工作室計劃開發《獵魂》的續集《獵魂2》，後來其知識產權從3D Realms轉移到貝塞斯達公司而陷入了開發地獄中，最終在2014年取消遊戲。貝塞斯達公司於電子娛樂展2016中宣佈原作的重啟版《獵魂》，Arkane Studios的奧斯丁分部負責開發工作。Arkane的版本不使用任何已被計劃的續集資產，並且只收錄了名稱和在先前遊戲的主角被外星人獵殺的概括主題。Arkane打造《獵魂》作為《System Shock》的精神續作，為玩家提供了幾種在遊戲內的潛在發展。

## 玩法
《獵魂》是一款第一人稱射擊遊戲，加上角色扮演遊戲元素和牢固的敘述。玩家使用的是摩根·余（Morgan Yu）角色，這是一名在有許多敵意外星人的太空站上的人類。玩家可以選擇某些余的特質，包括性別，以及玩家所做的決定會影響遊戲的故事。玩家要控制余來收集及使用武器和資源以抵擋在太空站上的外星人。根據創意總監Raphael Colantonio所說，該太空站將會是完全連續不間斷的，而不是單獨的關卡或任務，有時要求玩家回到他們之前已探索的區域。玩家也能夠在零重力下的太空站外面移動，並尋找連接太空站各部分的捷徑。Colantonio還表示，外星人有大批不同的能力，玩家的角色可以隨著時間而獲得，這樣的外星人有能力模仿日常物品，例如一張椅子。
根據首席設計師Ricardo Bare所說，遊戲將會有多個結局，結局分為兩個主要敘述結構，要依靠玩家如何與太空站和倖存人類的大體上互動，但是Bare說會基於特定的事件而有「許多的小組合」。

## 故事
《獵魂》發生在1963年美國總統約翰·甘迺迪於暗殺襲擊中倖存下來的架空歷史。作為總統，甘迺迪將更多的資金投入太空計劃，使其蓬勃發展。被人類在太空的活動所吸引，許多不同的物種組成了一個外星人部隊，統稱為Typhon，出現並開始攻擊地球。美國和蘇聯（U.S.S.R.）聯合起來打擊和捕獲Typhon，他們在環繞月球運行的軌道上一起製作了太空站Talos I，以作監禁Typhon之用。隨著時間的推移，這個太空站被不同的團體，幾個不同的裝飾從復古未來主義到裝飾藝術而成。美國最終完全取得所有權，並在監獄區的頂部建立了研究實驗室以研究Typhon。在太空站上的科學家和Typhon之間發生災難性的事故後，美國便關閉了這個計劃。
幾年後，TranStar公司收購了這個太空站。隨著神經科學的進步，他們能夠利用和控制Typhon，然後研究牠們的生理機能來創建Neuromods，這可以重組人類的大腦，給他們新的能力，包括超人類。TranStar從地球上Neuromods的銷售中獲得財政上的成功。遊戲設定的時間大約2032年，TranStar進一步擴大了太空站，為花費兩年時間在太空站定期往返地球之間的工作人員製造合適的生活區。

## 開發
原裝《獵魂》的成功導致在2006年8月宣佈續集《獵魂2》，由3D Realms繼續開發。然而，該項目面臨了一些問題，包括在2011年某天將知識產權轉讓給貝塞斯達軟件公司（ZeniMax Media旗下）。2011年3月，貝塞斯達宣佈《獵魂2》將改為由人頭工作室開發，使用修改過的id Tech 4引擎。
2013年5月31日，《Kotaku》報導稱，其開發已經轉移到Arkane Studios，而且開發已被重啟，廢除所有人頭工作室在《獵魂2》上的工作，並對準在2016年推出。經過大約一年的更多傳聞後，貝塞斯達正式取消《獵魂2》，儘管像如下所述，Arkane已經開始製作一個被認為是重啟作的《獵魂》遊戲，而不是續集，這會使用《獵魂》概念，但完全沒有人頭工作室以前的開發。
2016年6月12日，貝塞斯達在E3新聞發布會上正式發表重啟作品《獵魂》。遊戲的開發目前由Arkane Studios的CEO和總監Raphaël Colantonio與他的團隊在德克薩斯州奧斯丁帶領。Chris Avellone也確認正在這個項目上工作。根據Colantonio所說，新的《獵魂》不是一個真正的續集，而是一個「知識產權的重新想像」。根據CNet的Seamus Byrne的說法，2016年E3展上展示的前導預告片展示了遊戲的主角像「《偷天情緣》的太空恐怖版」。貝塞斯達的營銷副總裁Pete Hines解釋說，新遊戲沒有任何元素來自已被取消的《獵魂2》。

## 擴充內容
在2018年電子娛樂展期間，貝塞斯達宣布在2018年6月9日發布免費更新，為《獵魂》增加了兩種新的遊戲模式，包括二周目模式，以及生存模式。貝塞斯達也宣布本遊戲的第一個DLC「Mooncrash」，這個DLC是一個程序化生成的冒險活動，也在當天可以買到。他們還宣布計劃發布一個多人模式「Typhon Hunt」，其中一些玩家扮演Typhon怪物，可以在遊戲中偽裝自己。

## 外部連結
- 官方网站